# Amiga 1000
Amiga 1000 – komputer osobisty bazujący na procesorze Motorola 68000, wyposażony w specjalizowane układy które dawały mu ponadprzeciętne możliwości graficzne i dźwiękowe. Zaprojektowany przez przedsiębiorstwo Amiga, wykupione przez Commodore International. Wyposażony w graficzny wielozadaniowy system opercyjny Amiga OS. W sprzedaży od 1985 roku, był pierwszym komputerem z serii Amiga produkowanych przez Commodore.
Początkowo nazywany Amiga, później zaczęto używać Amiga 1000 by odróżnić go od kolejnych modeli. Zastąpiony przez modele Amiga 500 i Amiga 2000.

## Specyfikacja techniczna
- Procesor Motorola 68000 7,09 MHz
- System operacyjny AmigaOS 1.0 lub 1.1 dołączony, jako upgrade 1.2 i 1.3 ; Kickstart ładowany z dyskietki do zastrzeżonej, zabezpieczonej przed późniejszym zapisem, oddzielnej pamięci RAM
- 256 KB pamięci Chip, wewnętrznie rozszerzenie do 512 KB (łączona pamięć dla grafiki, dźwięku, instrukcji itd.), zewnętrzne do 8 MB
- Original Chip Set (OCS) – specjalizowane układy: Agnus (zarządzanie pamięcią), Daphne (obsługa wideo, zastąpiony w następnych modelach przez układ Denise), Portia (zastąpiony przez Paulę – dźwięk i kontrola stacji dyskietek)[1]
- stacja dyskietek 3,5" o pojemności do 880 kB;
- tryby graficzne od 320x200 do 640x400 przy maksymalnie 4096 kolorach, wyjście TV w formatach PAL lub NTSC
- Dźwięk: 4 kanały 8-bit stereo
- Wczesne wersje, dostępne tylko w USA i Kanadzie, miały jeszcze niekompletnie zaimplementowany OCS – wyświetlały tylko obraz NTSC i nie miały trybu EHB

## Przypisy

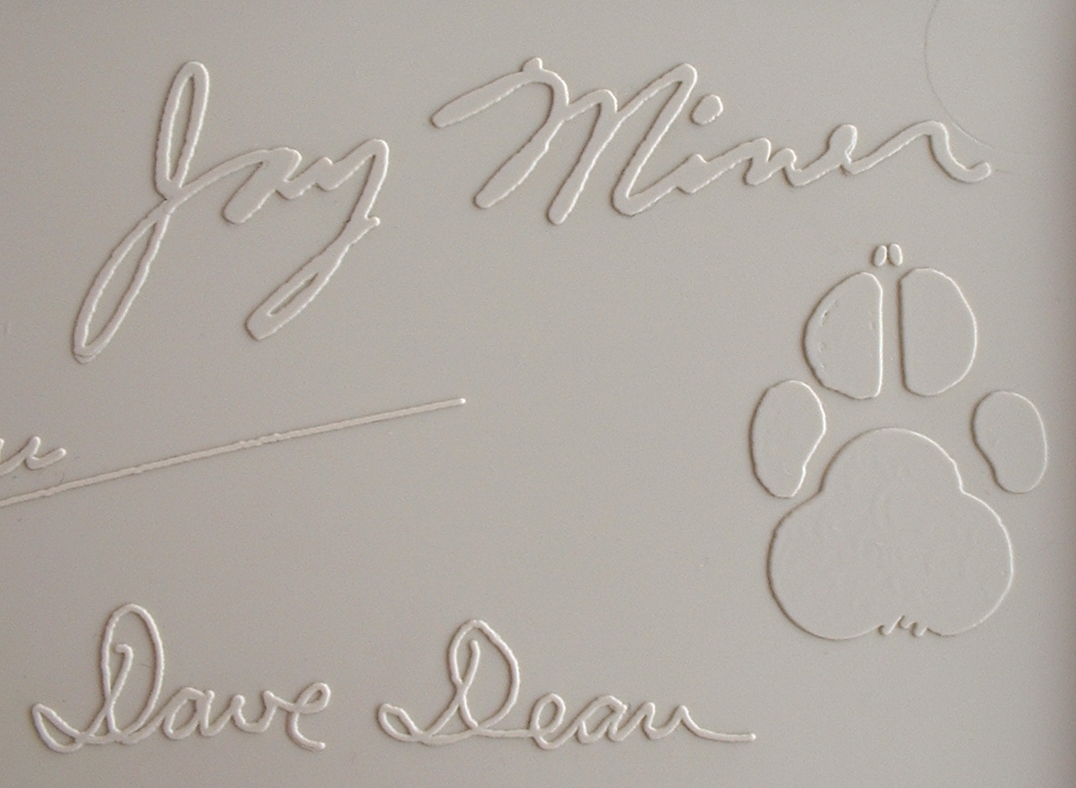
Podpis Jaya Minera na wewnętrznej stronie pokrywy z odciskiem łapy jego psa Mitchy’ego